# Вулька-Моджейова-Кольонія
Вулька-Моджейова-Кольонія (пол. Wólka Modrzejowa-Kolonia) — село в Польщі, у гміні Жечнюв Ліпського повіту Мазовецького воєводства.
Населення — 195 осіб (2011).
У 1975-1998 роках село належало до Радомського воєводства.

## Демографія
Демографічна структура станом на 31 березня 2011 року:
|          | Загалом | Допрацездатний вік | Працездатний вік | Постпрацездатний вік |
| -------- | ------- | ------------------ | ---------------- | -------------------- |
| Чоловіки | 95      | 15                 | 68               | 12                   |
| Жінки    | 100     | 17                 | 48               | 35                   |
| Разом    | 195     | 32                 | 116              | 47                   |